# Bob Henrit
Robert John "Bob" Henrit (* 2. května 1944, Broxbourne, Hertfordshire, Anglie) je anglický bubeník, který byl členem několika kapel, včetně Buster Meikle & The Daybreakers, Unit 4 + 2, The Roulettes, Argent a The Kinks.

## Životopis
Původně byl bubeníkem Buster Meikle & The Day Breakers, spolu s kytaristou Russem Ballardem a jeho starším bratrem, pianistou Royem Ballardem. Poté krátce zažil úspěch jako člen The Roulettes (1962–1967). Po jejich zániku v roce 1968 spolupracoval s Unit 4 + 2.
Na konci roku 1968 založil spolu s Russem Ballardem, Jimem Rodfordem a Rodem Argentem skupinu Argent, se kterou hrál až do jejího rozpadu v roce 1976. Poté spolupracoval s Charlie,, The Kinks a Ianem Matthewsem.
Jako studiový bubeník spolupracoval s Rogerem Daltreym, zpěvákem The Who, a zahrál si na dvou sólových albech Davea Daviese Glamour (1981) a Chosen People (1983). V rozhovoru z roku 1972 ho Keith Moon označil za jednoho ze svých oblíbených bubeníků. V roce 1984 nahradil bubeníka The Kinks, Micka Avoryho, po Avoryho odchodu ze skupiny. S The Kinks hrál až do jejich rozpadu v roce 1996.
V listopadu 2013 vydal svoji autobiografii Banging On. V roce 2014 se účastnil turné s obnovenou skupinou Argent, také zastupuje Micka Avoryho ve skupině The Kast Off Kinks.